# كفا (لاريجان السفلي)
کفا (بالفارسية: کفا) هي قرية تقع في إيران في قسم لاریجان السفلی الريفي. يقدر عدد سكانها بـ 38 نسمة .